# Le Caveau des Lorientais
Le Caveau des Lorientais était un club de jazz et de danse installé dans la cave d'un hôtel, au 5 rue des Carmes dans le 5e arrondissement de Paris en mai 1946. Il a été la première « cave à zazous » de l'immédiat après-guerre. Il a fermé ses portes au moment où s'ouvrait une autre cave célèbre, le Tabou, mais les musiciens qui s'y sont produits ont conservé le nom de Lorientais, le plus célèbre d'entre eux étant Claude Luter. À la fin des années 1970 la buanderie en sous-sol de l'hôtel montrait encore les fresques qui décoraient les murs du Caveau.

## Origine
Fondé par des Bretons, le couple Pérodo, le caveau doit son nom à la ville de Lorient à laquelle tous les bénéfices du club étaient reversés, la ville ayant été détruite entièrement par les bombardements. C'est d'ailleurs pour cette raison que l'ouverture du club avait été accordée. Le nom d'origine du lieu était l'Hôtel des Carmes, tenu par madame Pérodo, et « jamais il n'y eut une cave où les tarifs soient plus réduits ».

## Les belles années
Le caveau était fréquenté par la jeunesse de l'époque et des célébrités du monde de la littérature et des arts : Raymond Queneau, Jean-Paul Sartre, Marie Olivier, Jean-Bertrand Pontalis, le musicien américain Tyree Glenn, mais aussi Boris Vian, qui trouvait l'ambiance « très très swing » et qui note le transfert de la mode vestimentaire des Lorientais au Tabou lorsque le Caveau des Lorientais a fermé ses portes. 
« C'est sans doute aux Lorientais que commença à se préciser le style vestimentaire dit Tabou. Luter et ses copains, régulièrement fauchés, s'habillaient volontiers de leurs propres mains et il en résultait des accoutrements surprenants mais non dénués d'intérêt, allant de la combinaison laponne aux carreaux les plus abrutissants. »

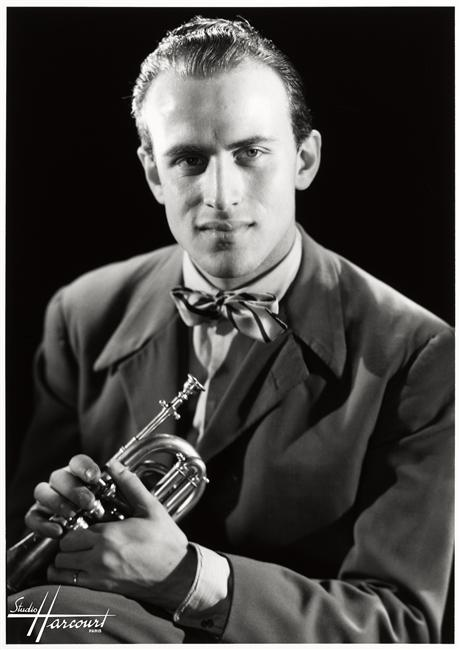
Boris Vian.

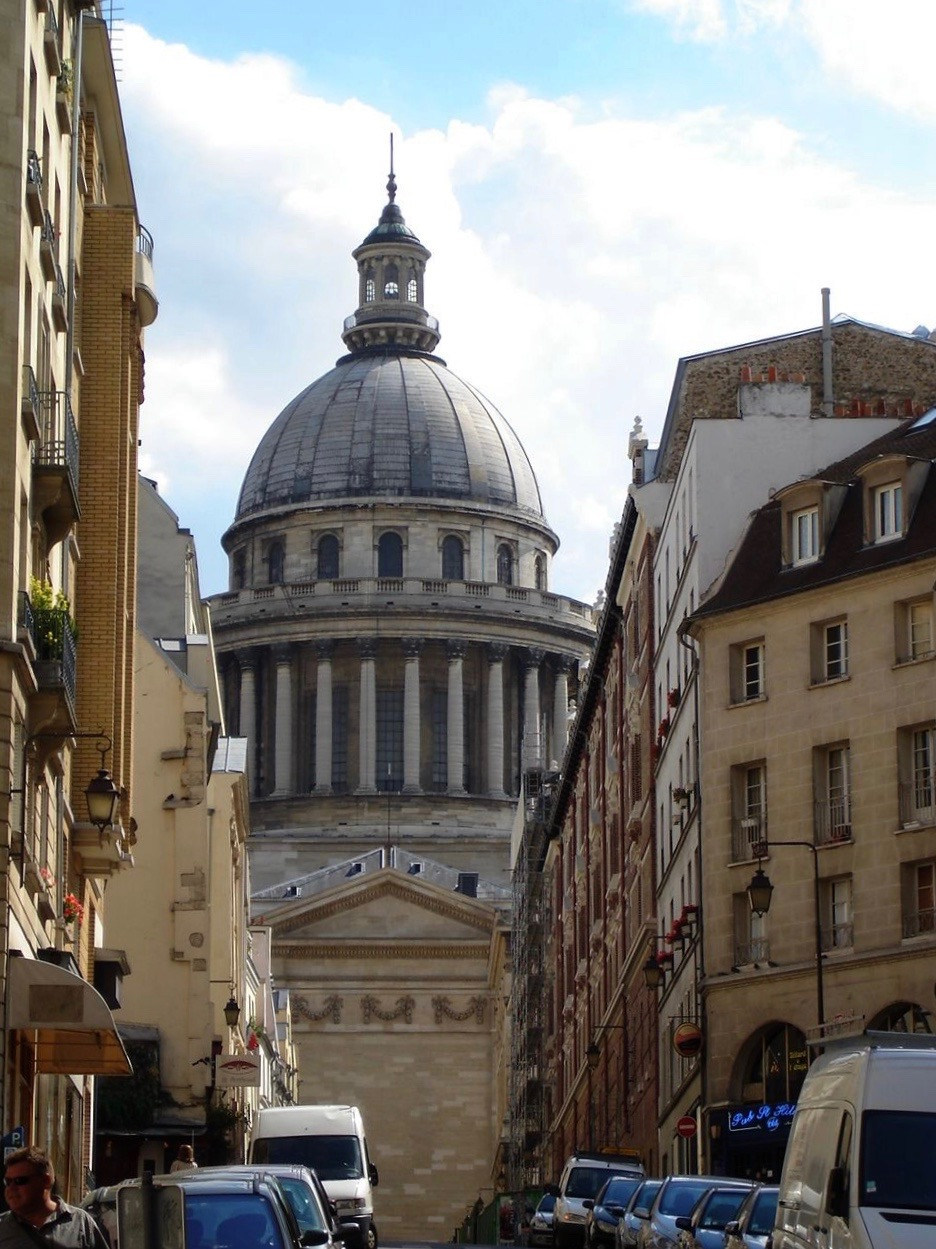
Le haut de la rue des Carmes, vue depuis la rue des Écoles, donnant sur le Panthéon de Paris. Là se trouvait en 1946 le Club des Lorientais.

Selon Boris Vian, c'est vraiment Claude Luter qui a lancé cette cave où se retrouvait une population très jeune dont Jacques Becker a donné une image dans son film Rendez-vous de juillet. C'était, selon lui, le plus connu en Europe des rénovateurs d'un style de jazz caractérisé par l'improvisation collective sur des thèmes choisis parmi les blues et les rags du répertoire des musiciens King Oliver et Jelly Roll Morton.

## Fermeture
Le Caveau des Lorientais avait autorisation d'ouvrir ses portes de vingt heures à minuit. Bientôt des adultes (parents de zazous) firent valoir que la sortie de secours était trop étroite. En fait, il manquait cinq centimètres par rapport aux normes de sécurité exigées. Les propriétaires du Caveau reçurent dès lors l'ordre de fermer les portes de l'établissement en 1948 et sa clientèle se tourna vers le Tabou.